# Ортопраксия
Ортопра́ксия (греч. ὀρθοπραξία — «правильное действие») — тип религиозного мышления, придающий центральное значение поведению (этическому и литургическому), действиям, делам, поступкам, а не вере, благодати и тому подобному.
Как правило, ортопраксию противопоставляют ортодоксии, которая фокусирует внимание на вероучении. Составляющей частью ортопраксии является ритуализм — строгое следование обрядам и ритуалам. Однако наряду с ними ортопраксия также уделяет внимание таким вещам, как семейные связи, культурная целостность, передача традиции, ритуальная чистота. Считается, что ортопраксия особенно характерна для таких религий как язычество, анимизм.

## Авраамические религии
Традиционно считается, что христианство строится на ортодоксии, то есть главная роль в нём отведена учению (об этом свидетельствует, например, Символ веры). В христианской среде можно встретить противопоставление ортодоксии христианства и ортопраксии других религий. Однако некоторые христианские направления и лидеры, от католиков до евангельских христиан, сегодня приписывают своей религии черты и ортодоксии, и ортопраксии. По их мнению, «правильная вера» приводит к «правильным поступкам», а причина дурных поступков — в ложных верованиях.
Существует мнение, что для иудаизма и ислама характерна ортопраксия. Некоторые мусульмане считают её отличительной особенностью ислама. Другая точка зрения гласит, что в любой религии есть компонент ортопраксии.

## Язычество
По мнению некоторых современных исследователей, ортопраксия является центральным элементом древнеримской религии, индуизма, религий Дальнего Востока.
Некоторые неоязыческие течения определяют свою религию как ортопраксию. Другие, напротив, подчёркивают, что для них важнее духовные переживания верующих, чем правильное соблюдение ритуалов, то есть ортопраксия.